# Franco Murer
Franco Murer (Falcade, 24 maggio 1952) è un pittore e scultore italiano.

## Biografia

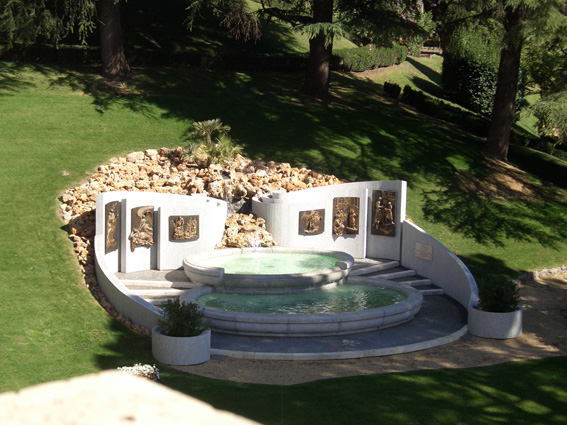
Centesima Fontana in Vaticano, inaugurata il 5 luglio 2010 da Papa Benedetto XVI

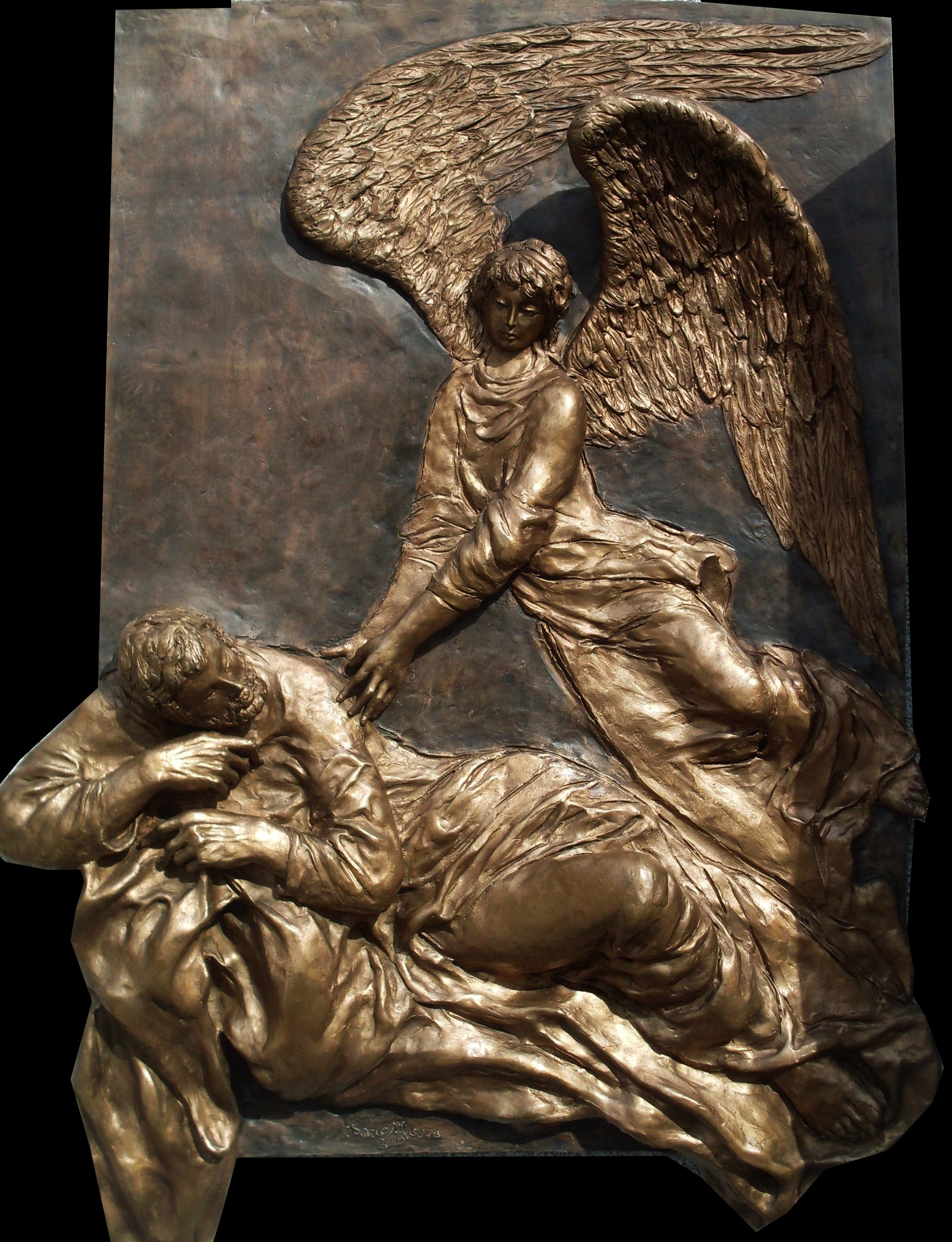
Il sogno, formella in bronzo realizzata per la Centesima Fontana in Vaticano da Franco Murer.

Nasce, vive e lavora a Falcade (Belluno). È figlio di Augusto dal quale imparò e affinò le tecniche e il gusto per scultura e la pittura.
La personalità artistica di Franco Murer si rivela precocemente, ottiene nel 1965 la medaglia d'argento risultando secondo in campo nazionale per la mostra dello studente in Campidoglio (Roma) indetta dal "Giornale d'Italia".
Si trasferisce a Venezia per gli studi dove si diploma nel 1974 all'Accademia di belle arti di Venezia, frequentando i corsi di Alberto Viani.
Franco Murer - come annota Orfeo Vangelista - non ha avuto difficoltà a verificare, dapprima nel proprio ambito familiare, la sua naturale disposizione ad esprimersi in forma plastica e figurativa e, successivamente, ad inserirsi in quel clima culturale più esteso (degli anni '70) che tuttavia conservava due poli di gravitazione: i fermenti giovanili della città lagunare e l'impegno civile e umanistico del padre.
Il primo successo nel 1974, quando fu premiato al concorso tra i giovani d'Europa a Torino, partecipa alla X Quadriennale di Roma 1975; è invitato alla Rassegna Un panorama di tendenze Castel Sant'Angelo.
Numerose sono le collettive e le rassegne espositive cui l'artista aderisce sia in Italia sia all'estero e presenta i suoi primi Cicli pittorici ispirati alla letteratura o alla poesia e lo indirizzano alla ricerca intimista.
Diverse e qualificate sono le interpretazioni: ritratto in bronzo del Presidente Sandro Pertini, il ritratto commemorativo del Maggiore inglese H.W.Tilman, monumento in ricordo delle vittime della strage della valle del Biois, cemento bianco 3, medaglie commemorative per vari anniversari dell'elezione a Papa di Giovanni Paolo I (2004, 2008, 2010 e 2012). Per la città di Giulianova (TE) ha realizzato in memoria di Vincenzo Bindi e Riccardo Cerulli i ritratti commemorativi in bronzo 2004.
Nel 2018 una sua opera L'Arcangelo Michele entrata a far parte della Collezione di Arte Contemporanea dei Musei Vaticani.
Realizza il ritratto di Ellen Johnson- Sirleaf, Presidente della Repubblica della Liberia (Monrovia) e negli anni successivi, il ritratto di Antonio Gramsci, di Aldo Moro e di Sandro Pertini a Castel Sant’Angelo (RI) e quello di Giuseppe Lisciani a Teramo. A Nereto, (TE) la grande opera equestre che raffigura "San Martino dona il mantello al povero" collocata davanti al Municipio. 
Nel 2022 ha creato il reliquiario esposto durante la messa in Piazza San Pietro per l’acclamazione a Beato di Albino Luciani. 
Omaggio alle donne a Castel Sant’Angelo (RI), 11 ritratti in cemento bianco, situati lungo le vie e le piazze del paese.
Nell’estate del 2023, da un’idea di Margherita Bovicelli con l’Istituto Italiano di Cultura di Atene e il Comune di Messini, si realizza nel sito archeologico dell’Antica Messene, in collaborazione con l’archeologo Petros Themilis, la mostra “Le antiche pietre”, 12 vele cm 200x300 ispirate a divinità figure eroiche e miti esposte al vento.
Nel 2023 modella il premio Paolo Silveri per il teatro, consegnato al baritono Renato Bruson a Treviso nel teatro Mario del Monaco.

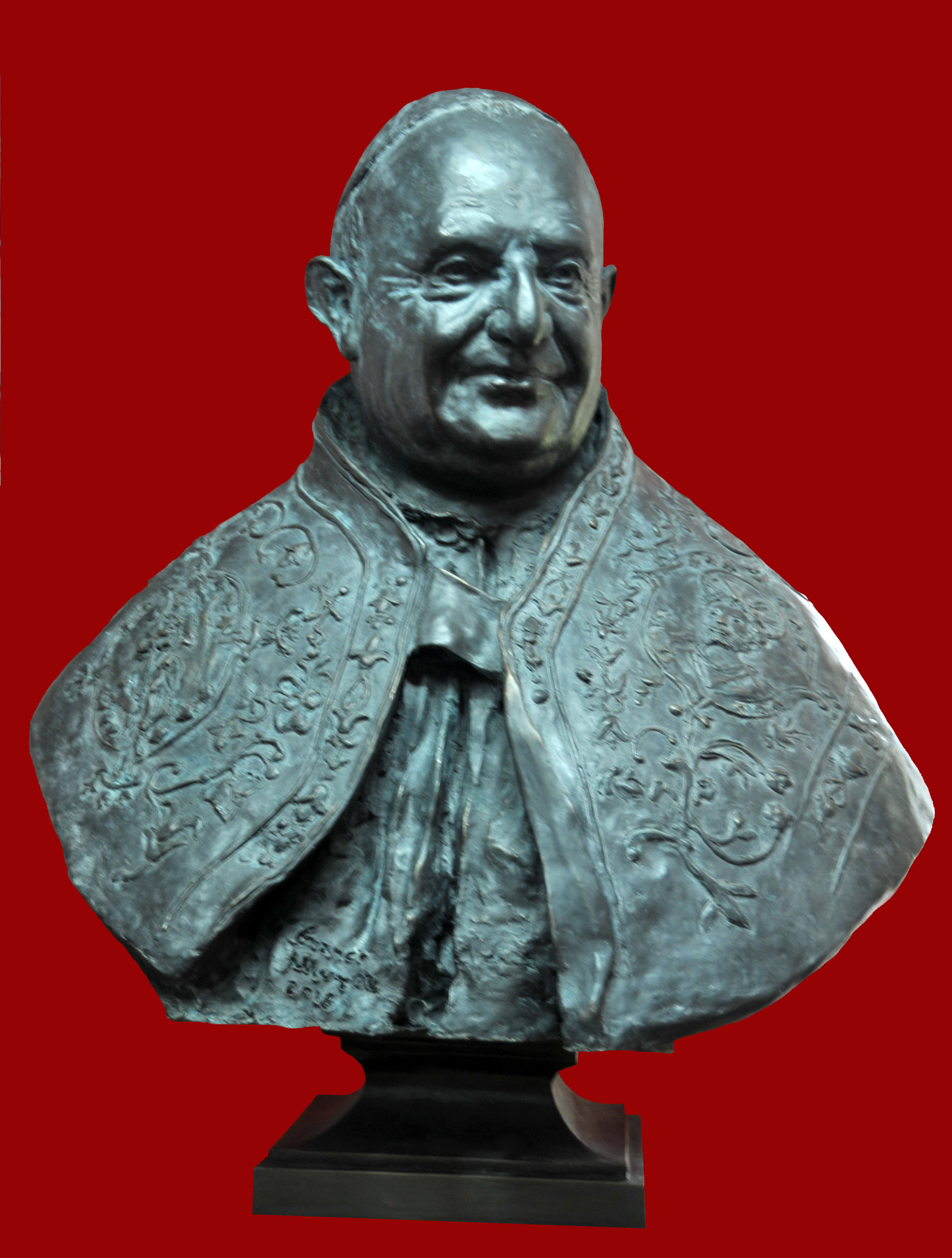
Papa Giovanni XXIII collocata nella Scuola Grande di San Rocco a Venezia-2018

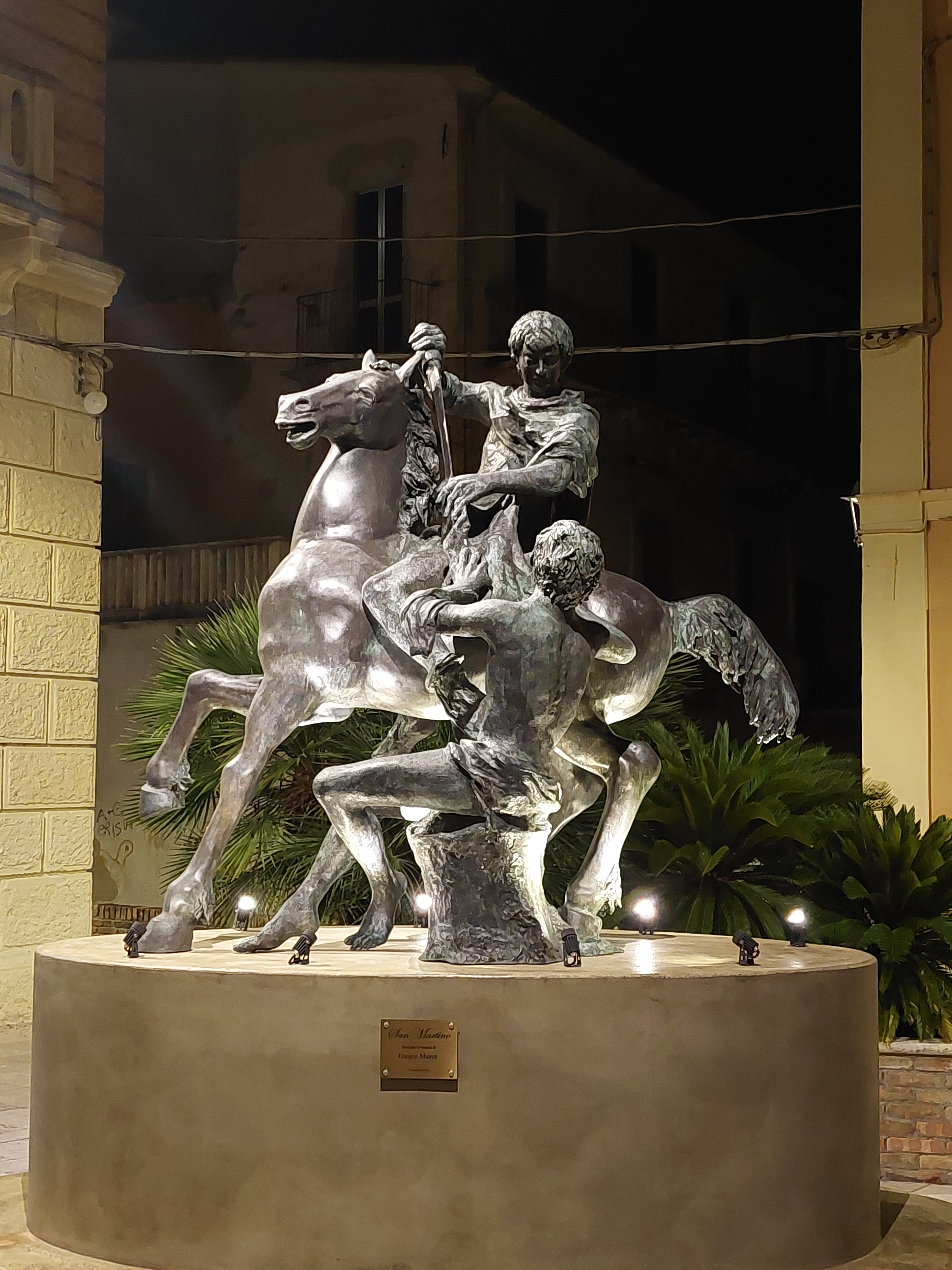
San Martino di Tours protettore di Nereto

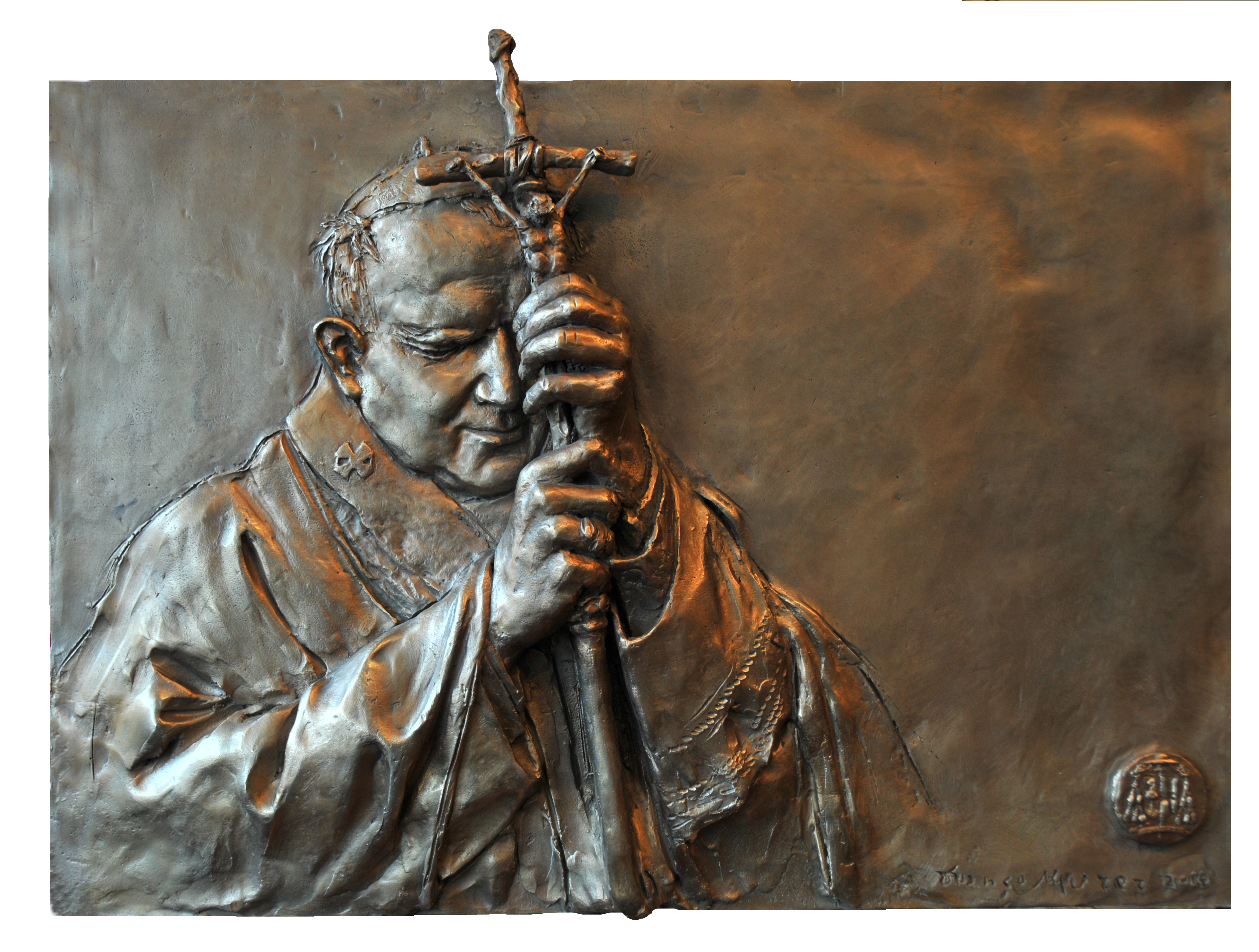
Papa Giovanni Paolo II - formella in bronzo

## La Centesima fontana dei Giardini Vaticani
Nel 2010 gli viene commissionata dal card. Giovanni Lajolo la realizzazione delle formelle bronzee della Centesima fontana dei Giardini Vaticani intitolata a San Giuseppe, posta sul pendio al lato del Governatorato.
La fontana è progettata dall'architetto Giuseppe Facchini è come un libro aperto, formato da sei vele dove sono collocate le formelle in bronzo, ai piedi delle formelle due vasche, la prima di sei metri e la seconda comunicante di otto metri al centro una palma. È costruita con materiale in granito e porfido di Genova e della Val di Cembra e di fronte alla base della grande vasca si trova lo stemma di Benedetto XVI ben visibile dalla Cupola di San Pietro.
Delle sei formelle bronzee si possono ammirare lo Sposalizio, Il sogno di san Giuseppe, La nascita di Gesù, Fuga in Egitto, Ritrovamento di Gesù nel Tempio, Famiglia Nazareth (Lavoro).
Il giorno 5 luglio 2010 il Santo Padre Benedetto XVI ha inaugurato la fontana donata a Sua Santità da Patrons of the Arts in the Vatican Museums, da Michael e Dorithy Hintze, da Bob Castrigniano e ad loro hanno voluto aggiungersi alcuni Comuni e ditte della Provincia di Trento e le suore del Monastero di S. Giuseppe a Kyoto.

## Opere

### Le principali opere pittoriche, le mostre, i premi
- 1974 – Torino: premiato a concorso tra i giovani d'Europa
- 1975 – Roma: partecipò alla X Quadriennale
- 1975 – Roma: premiato “under 35” alla rassegna “Un panorama di tendenze” a Castel Sant'Angelo
- 1979 – Feltre: espone “Bagliori di spari”
- 1981 – Finale Emilia e Mirandola: espone il ciclo dei Boschi
- 1982 – Ferrara, Palazzo Diamanti: espone L'uomo e l'ambiente
- 2004 – Rovereto, sale Iris Baldessari: la mostra La forma e il colore

### Tematica religiosa
- Venezia: su invito del Patriarcato partecipa alla III Biennale Sacra, viene premiato per l'opera "Crocifissione”, olio su tela cm 250x195
- Abbazia di Follina: partecipa con “la Navità di Cristo 2000 anni dopo”
- Facen di Pedavena: partecipa al progetto “un presepio firmato”
- Altre opere religiose presso:
  - Assisi: Museo Francescano;
  - Avezzano (AQ): chiesa della S.S. Trinità;
  - Fanano (MO): Chiesa;
  - Pompei (NA): Casa del pellegrino;
  - Canale d'Agordo (BL): Via Crucis esterna dedicata a Papa Luciani;
  - Città del Vaticano (Roma): Giardini Vaticani - GOVERNATORATO
  - Massaranduba (Santa Catarina) Morro Boa Vista - (Brasile) - Varie opere nella Chiesetta alpina
  - Chiesa di San Rocco (Venezia)
  - Vittorio Veneto (TV) Cripta di San Tiziano

### Le sculture commemorative
- Bassorilievo con ritratto del presidente Sandro Pertini;
- Bassorilievo con ritratto del maggiore inglese Harold William Tilman, operante nella Resistenza bellunese, all'inizio dell'omonimo sentiero a lui dedicato, l'alta via Tilman, tra Falcade e Asiago;
- Monumento delle vittime della strage nazista della valle del Bios;
- Medaglie per il 25º anniversario dell'elezione di papa Giovanni Paolo I;
- Bassorilievo con ritratto di Vincenzo Bindi e Riccardo Cerulli, insigni storici di Giulianova (Teramo);
- Bassorilievo con ritratto di Bruno Eugenio Ballan, presso la sede Confederazione Italiana Agricoltori di Venezia;
- Monumento a San Martino di Tours a Nereto (TE)